# Droga krajowa B220 (Niemcy)
Droga krajowa 220 (niem. Bundesstraße 220, B 220) – niemiecka droga krajowa przebiegająca z południa na północny wschód i łączy drogę krajową B9 w Kleve z drogą krajową B8 w Emmerich i autostradą A3 na węźle Emmerich w Nadrenii Północnej-Westfalii i dalej z drogą N316 w Holandii